# العلاقات الأرجنتينية الميكرونيسية
العلاقات الأرجنتينية الميكرونيسية هي العلاقات الثنائية التي تجمع بين الأرجنتين وولايات ميكرونيسيا المتحدة.

## مقارنة بين البلدين
هذه مقارنة عامة ومرجعية للدولتين:
| وجه المقارنة                                              | الأرجنتين                                               | ولايات ميكرونيسيا المتحدة |
| --------------------------------------------------------- | ------------------------------------------------------- | ------------------------- |
| المساحة (كم2)                                             | 2.78 مليون                                              | 702                       |
| عدد السكان (نسمة)                                         | 44.27 مليون                                             | 105.54 ألف                |
| الكثافة السكانية (ن./كم²)                                 | 15.92                                                   | 15.03 ألف                 |
| العاصمة                                                   | بوينس آيرس                                              | باليكير                   |
| اللغة الرسمية                                             | اللغة الإسبانية                                         | لغة إنجليزية              |
| العملة                                                    | البيزو الأرجنتيني 1983 ‏، بيزو أرجنتيني، أسترال أرجنتيني | دولار أمريكي              |
| الناتج المحلي الإجمالي (بليون دولار)                      | 637.59 مليار                                            | 336.43 مليون              |
| الناتج المحلي الإجمالي (تعادل القوة الشرائية) بليون دولار | 883.02 مليار                                            | 365.27 مليون              |
| الناتج المحلي الإجمالي الاسمي للفرد دولار أمريكي          | 13.43 ألف                                               | 3.02 ألف                  |
| الناتج المحلي الإجمالي للفرد دولار أمريكي                 |                                                         |                           |
| مؤشر التنمية البشرية                                      | 0.827                                                   | 0.640                     |
| رمز المكالمات الدولي                                      | +54                                                     | +691                      |
| رمز الإنترنت                                              | .ar                                                     | .fm                       |
| المنطقة الزمنية                                           | 00                                                      |                           |

## منظمات دولية مشتركة
يشترك البلدان في عضوية مجموعة من المنظمات الدولية، منها:
| علم المنظمة | اسم المنظمة                               | تاريخ انضمام الأرجنتين | تاريخ انضمام ولايات ميكرونيسيا المتحدة |
| ----------- | ----------------------------------------- | ---------------------- | -------------------------------------- |
|             | مؤسسة التنمية الدولية                     | 3 أغسطس 1962           | 24 يونيو 1993                          |
|             | مؤسسة التمويل الدولية                     | 13 أكتوبر 1959         | 24 يونيو 1993                          |
|             | منظمة حظر الأسلحة الكيميائية              | ?                      | ?                                      |
|             | الأمم المتحدة                             | 24 أكتوبر 1945         | 17 سبتمبر 1991                         |
|             | الاتحاد الدولي للاتصالات                  | 1889                   | 18 مارس 1993                           |
|             | البنك الدولي للإنشاء والتعمير             | 20 سبتمبر 1956         | 24 يونيو 1993                          |
|             | المركز الدولي لتسوية المنازعات الاستشارية | 18 نوفمبر 1994         | 24 يوليو 1993                          |
|             | وكالة ضمان الاستثمار متعدد الأطراف        | 11 فبراير 1992         | 11 أغسطس 1993                          |
|             | يونسكو                                    | 15 سبتمبر 1948         | 19 أكتوبر 1999                         |

## وصلات خارجية
- موقع وزارة الخارجية الأرجنتينية